# Bungarus bungaroides
Bungarus bungaroides är en ormart som beskrevs av Cantor 1839. Bungarus bungaroides ingår i släktet kraiter och familjen giftsnokar. Inga underarter finns listade.
Arten förekommer i södra Asien från Nepal och nordöstra Indien till Vietnam och norra Malackahalvön. Den når i bergstrakter 2040 meter över havet. Honor lägger ägg. Denna orm vistas i fuktiga skogar och den besöker jordbruksmark samt samhällen.
Beståndet hotas av skogens omvandling till odlingsmark. Bungarus bungaroides har en stor utbredning och fortfarande en stor population. IUCN listar arten som livskraftig (LC).